# Antonio Diziani
Antonio Diziani (Belluno, 1737- Venise, 1797 est  un peintre italien de vedute, actif au XVIIIe siècle.

## Biographie
Antonio Diziani est le fils de Gaspare Diziani (1689-1767), également peintre.

## Œuvres

Paysage au pont Ca' Rezzonico[1]
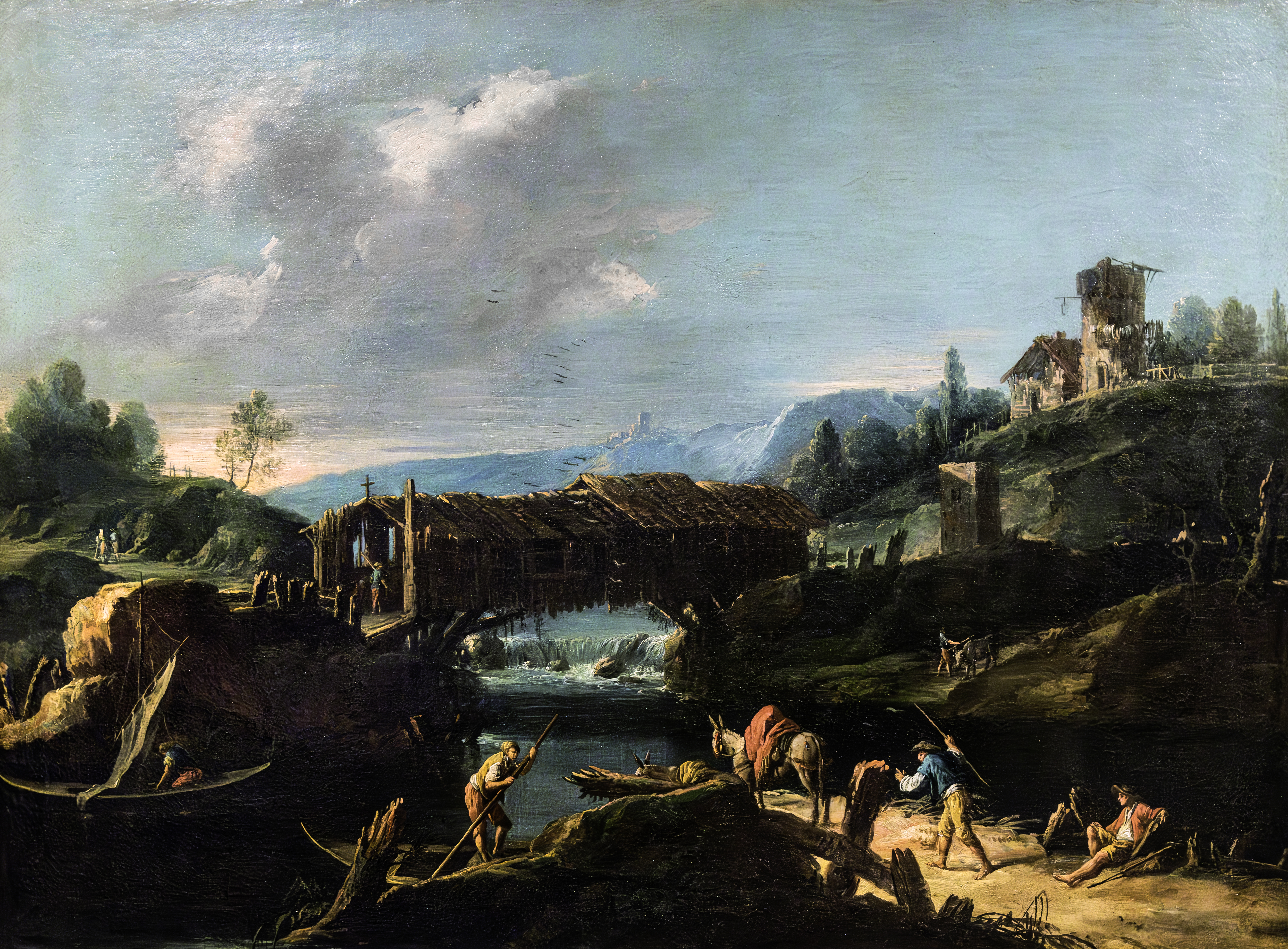
Paysage avec pont en bois - Pinacothèque Egidio-Martini
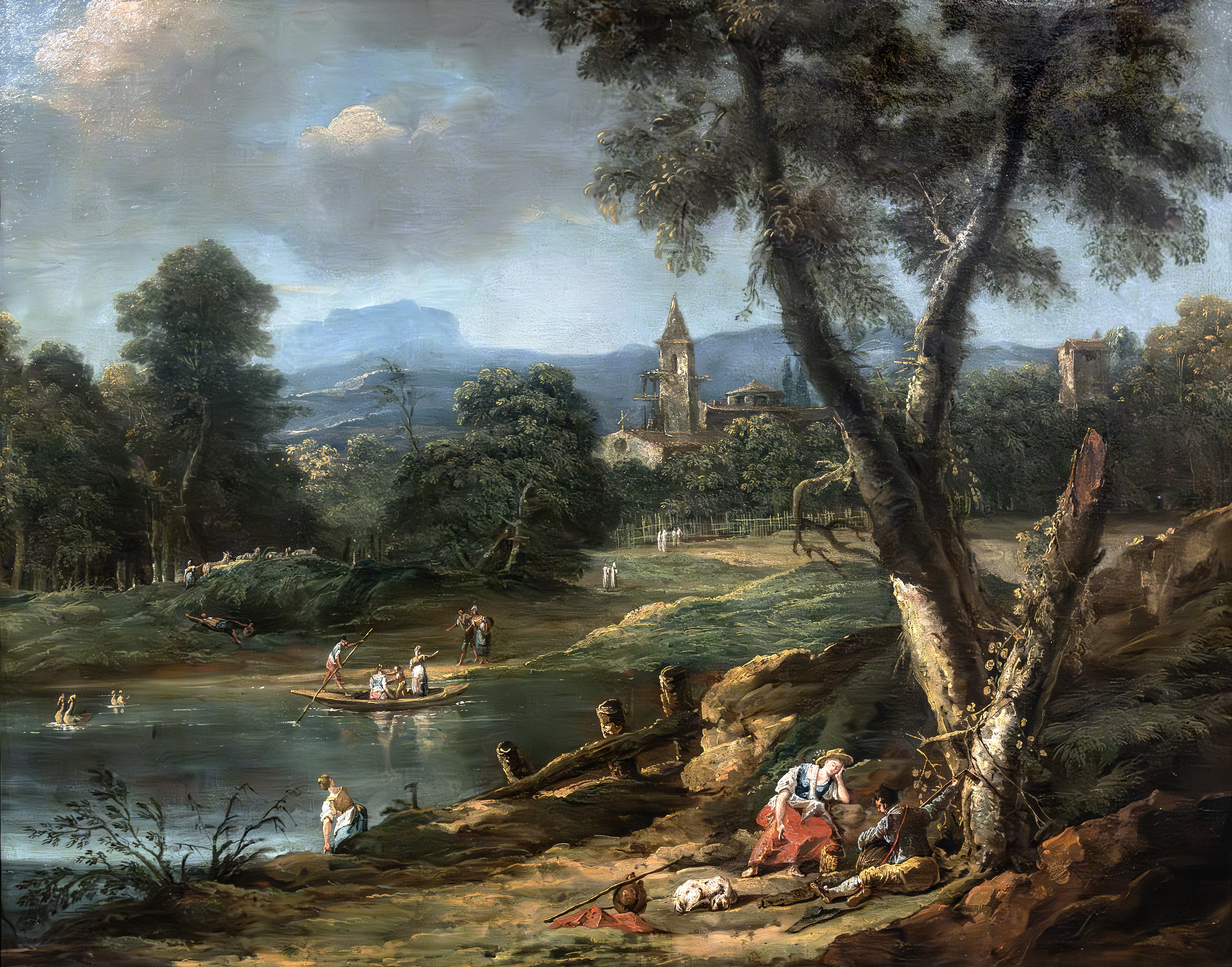
Paysage vénitien avec lac - Pinacoteca Egidio Martini
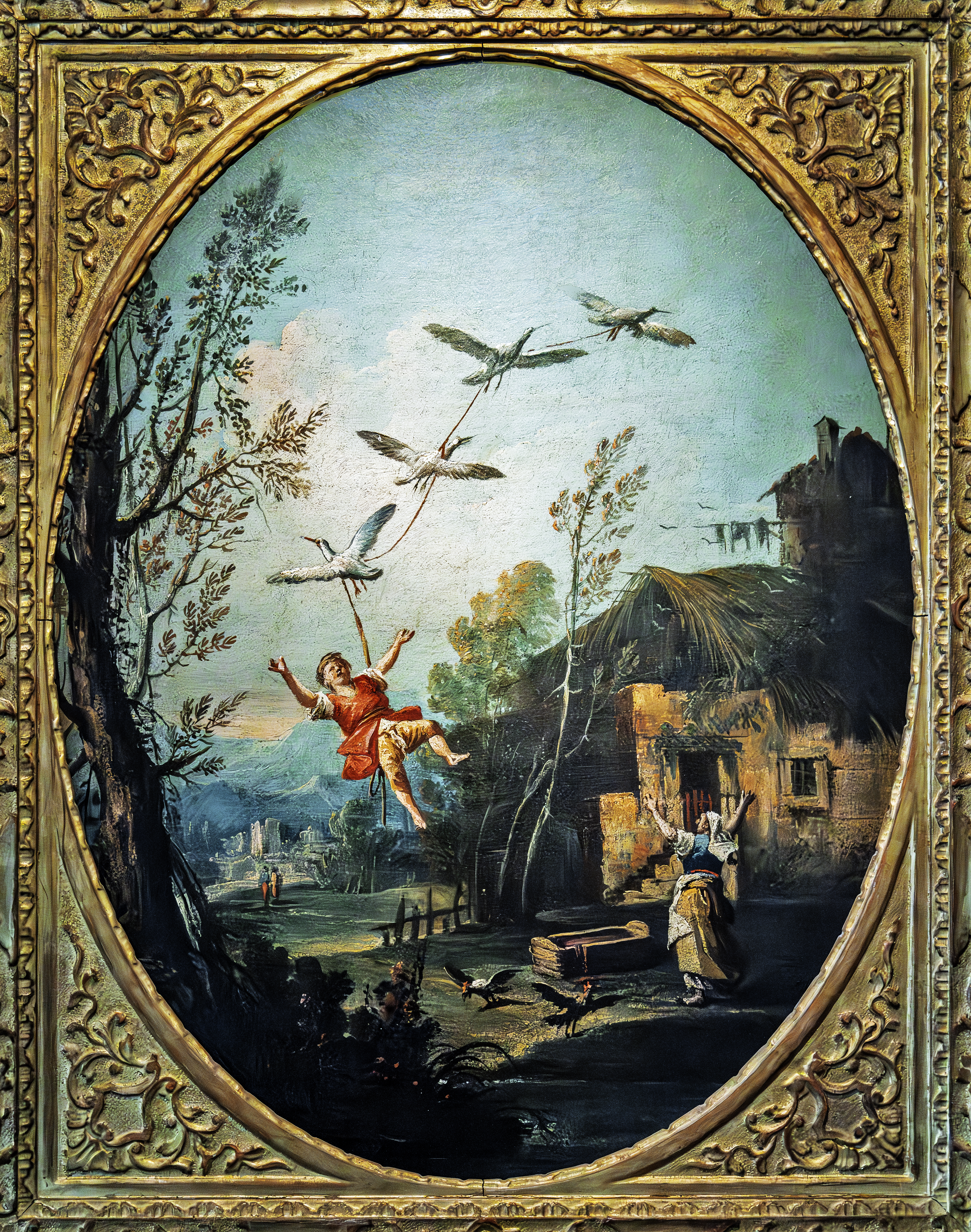
Bertoldino volant attaché aux oies - Pinacoteca Egidio Martini
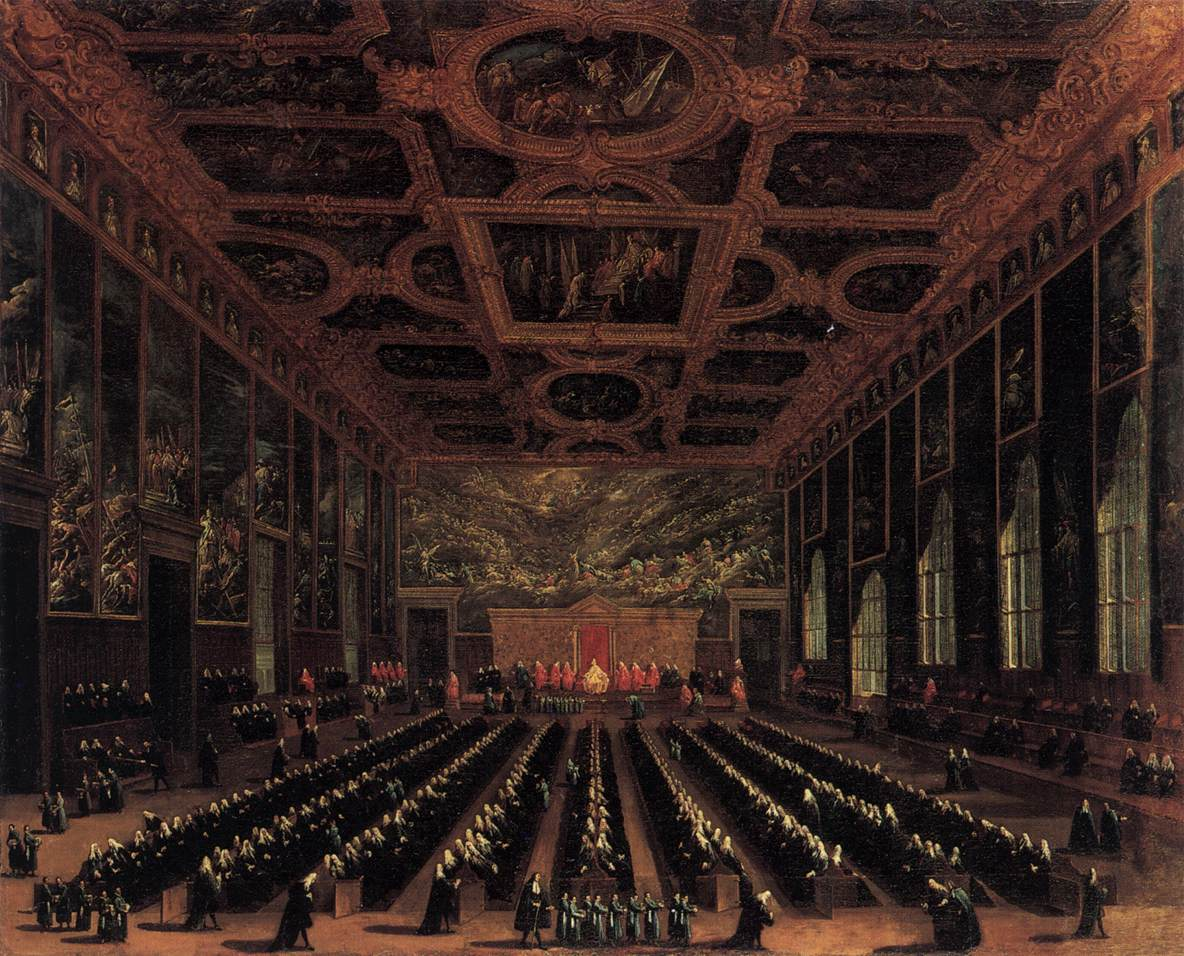
Salle du conseil du palais de sdoges
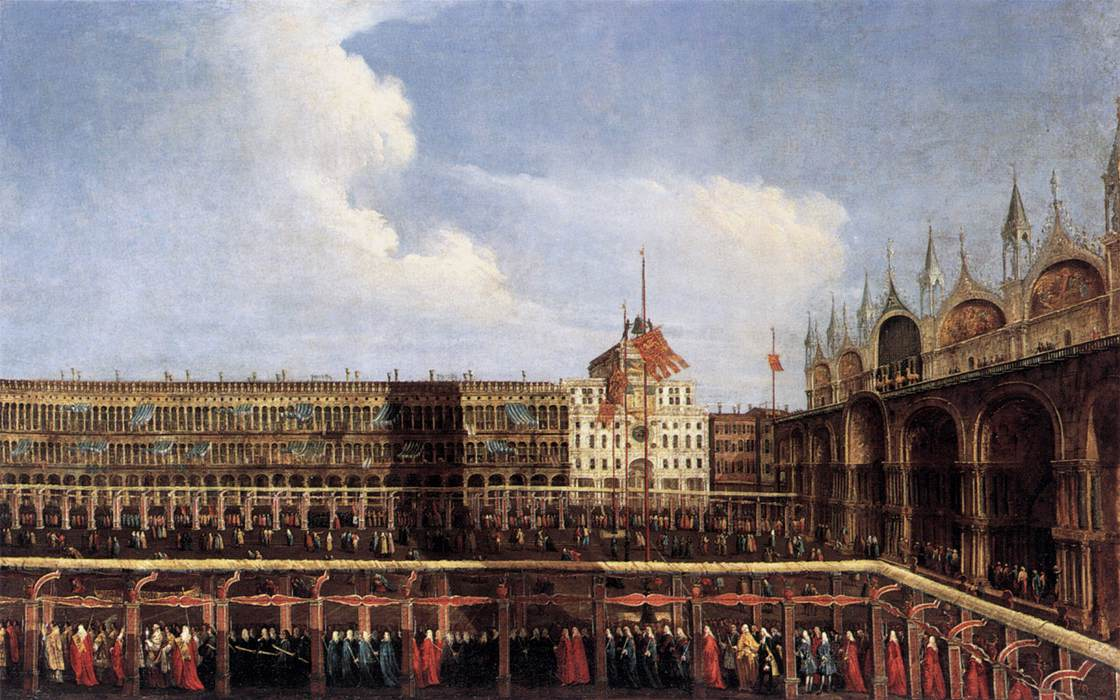
procession place saint Marc
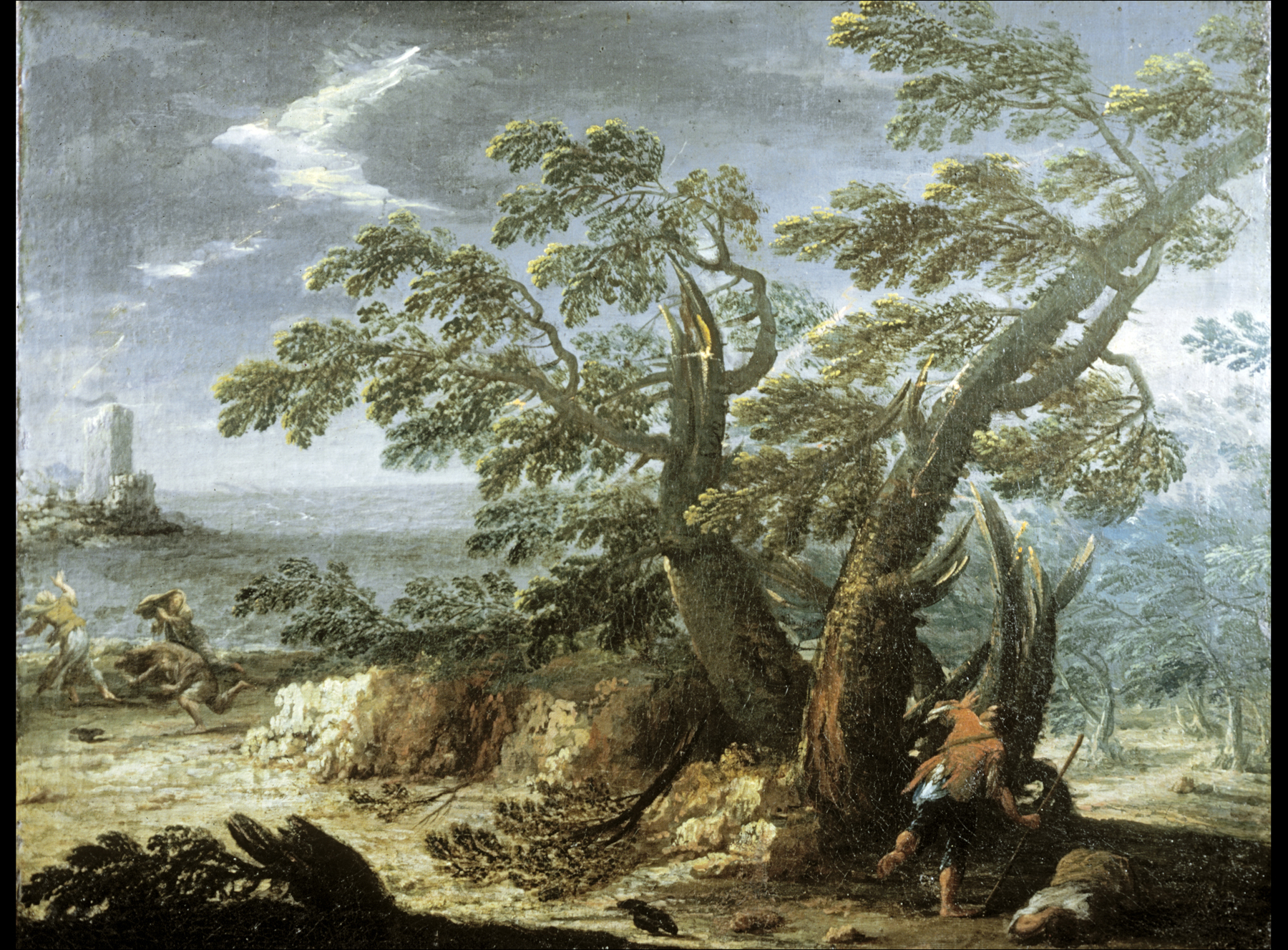
Paysage d'orage

## Sources
- x